# Dendrobium bialatum
Dendrobium bialatum är en orkidéart som beskrevs av Johannes Jacobus Smith. Dendrobium bialatum ingår i släktet Dendrobium, och familjen orkidéer. Inga underarter finns listade i Catalogue of Life.